# ۳۰۹ (پیش از میلاد)
۳۰۹ (پیش از میلاد) ۳۰۹مین سال قبل از تقویم میلادی است.